# Raimund Seidenfaden
Raimund Seidenfaden (ur. 31 grudnia 1957) – niemiecki kierowca wyścigowy.

## Biografia
W 1990 roku rywalizował MT 77 w mistrzostwach NRD w klasie LK II, zdobywając m.in. drugie miejsce w Moście i trzecie w Poznaniu.
W 1993 roku rywalizował Estonią 25 w WSMP i zajął dziesiąte miejsce w klasyfikacji Formuły Mondial. Na polskich torach w Formule Mondial rywalizował do 1997 roku.
W 1998 roku zadebiutował Raltem RT35 w Austriackiej Formule 3 i zajął dziewiętnaste miejsce w klasyfikacji generalnej. W roku 1999 zmienił samochód na Dallarę F394 i ponownie zajął dziewiętnastą pozycję w klasyfikacji. W sezonie 2000 był ósmy, ale wygrał klasyfikację Formel 3 Trophy (samochodów Formuły 3 ze zwężką do 24 mm). Po rocznej absencji Seidenfaden wrócił do Austriackiej Formuły 3 w 2002 roku. Zdobył wówczas pięć podiów i zajął trzecie miejsce w klasyfikacji końcowej serii.

## Wyniki
| Legenda oznaczeń w tabelach wyników Wyświetl szablon na nowej stronie | Legenda oznaczeń w tabelach wyników Wyświetl szablon na nowej stronie                                                                     |
| Oznaczenie                                                            | Wyjaśnienie |
| --------------------------------------------------------------------- | --- |
| Złoty                                                                 | Zwycięzca lub mistrzostwo |
| Srebrny                                                               | 2. miejsce lub wicemistrzostwo |
| Brązowy                                                               | 3. miejsce lub II wicemistrzostwo |
| Zielony                                                               | Ukończył, punktował (w klasyfikacji generalnej, gdy zdobył co najmniej jeden punkt na przestrzeni sezonu, poza trzema powyższymi opcjami) |
| Niebieski                                                             | Ukończył, nie punktował (w klasyfikacji generalnej, gdy nie zdobył co najmniej jednego punktu na przestrzeni sezonu)                      |
| Czerwony                                                              | Nie zakwalifikował się (NZ) |
| Czerwony                                                              | Nie prekwalifikował się (NPK) |
| Różowy                                                                | Nie ukończył (NU) |
| Różowy                                                                | Niesklasyfikowany (NS) (w klasyfikacji generalnej, gdy nie został sklasyfikowany w żadnym wyścigu sezonu)                                 |
| Czarny                                                                | Zdyskwalifikowany (DK) |
| Czarny                                                                | Wykluczony (WYK/EX) |
| Biały                                                                 | Nie wystartował (NW) |
| Biały                                                                 | Kontuzjowany (K/INJ) |
| Biały                                                                 | Wyścig odwołany (OD/C) |
| Bez koloru                                                            | Został wycofany (WYC/WD) |
| Bez koloru                                                            | Nie przybył (NP/DNA) |
| Bez koloru                                                            | Nie brał udziału w treningach (NT/DNP) |
| Bez koloru                                                            | Nie został zgłoszony (–) |
| Pogrubienie                                                           | Start z pole position |
| Kursywa                                                               | Najszybsze okrążenie wyścigu |
| †                                                                     | Nie ukończył, ale jego rezultat został zaliczony ze względu na przejechanie więcej niż 90% dystansu wyścigu.                              |
| *                                                                     | Sezon w trakcie |
| 1/2/3                                                                 | Punktowana pozycja w sprincie kwalifikacyjnym                                                                                             |
| Lista systemów punktacji Formuły 1                                    | |

### Polska Formuła 3
| Rok  | Zespół              | Samochód   | Silnik     | Wyniki w poszczególnych eliminacjach | Wyniki w poszczególnych eliminacjach | Wyniki w poszczególnych eliminacjach | Wyniki w poszczególnych eliminacjach | Wyniki w poszczególnych eliminacjach | Wyniki w poszczególnych eliminacjach | Pkt. | Msc. |
| ---- | ------------------- | ---------- | ---------- | ------------------------------------ | ------------------------------------ | ------------------------------------ | ------------------------------------ | ------------------------------------ | ------------------------------------ | ---- | ---- |
| 1996 |                     |            |            | Polska                               | Polska                               | Polska                               | Polska                               | Polska                               | Polska                               | 0    | NS   |
| 1996 | Raimund Seidenfaden | Estonia 25 | Volkswagen | NW                                   | 3                                    | -                                    | -                                    | -                                    | -                                    | 0    | NS   |

### Austriacka Formuła 3
| Rok  | Zespół | Samochód     | Silnik     | Wyniki w poszczególnych eliminacjach | Wyniki w poszczególnych eliminacjach | Wyniki w poszczególnych eliminacjach | Wyniki w poszczególnych eliminacjach | Wyniki w poszczególnych eliminacjach | Wyniki w poszczególnych eliminacjach | Wyniki w poszczególnych eliminacjach | Wyniki w poszczególnych eliminacjach | Wyniki w poszczególnych eliminacjach | Wyniki w poszczególnych eliminacjach | Wyniki w poszczególnych eliminacjach | Wyniki w poszczególnych eliminacjach | Wyniki w poszczególnych eliminacjach | Wyniki w poszczególnych eliminacjach | Wyniki w poszczególnych eliminacjach | Wyniki w poszczególnych eliminacjach | Pkt. | Msc. |
| ---- | ------ | ------------ | ---------- | ------------------------------------ | ------------------------------------ | ------------------------------------ | ------------------------------------ | ------------------------------------ | ------------------------------------ | ------------------------------------ | ------------------------------------ | ------------------------------------ | ------------------------------------ | ------------------------------------ | ------------------------------------ | ------------------------------------ | ------------------------------------ | ------------------------------------ | ------------------------------------ | ---- | ---- |
| 1998 |        |              |            | Austria                              | Austria                              | Niemcy                               | Niemcy                               | Czechy                               | Czechy                               | Czechy                               | Czechy                               | Czechy                               | Czechy                               | Austria                              | Austria                              | Czechy                               | Czechy                               | Niemcy                               |                                      | 9    | 19   |
| 1998 | ITR    | Ralt RT35    | Volkswagen | 11                                   | 10                                   | -                                    | -                                    | NW                                   | -                                    | -                                    | -                                    | NU                                   | NU                                   | 10                                   | 8                                    | 12                                   | 7                                    | -                                    |                                      | 9    | 19   |
| 1999 |        |              |            | Austria                              | Austria                              | Czechy                               | Czechy                               | Czechy                               | Czechy                               | Czechy                               | Czechy                               | Chorwacja                            | Chorwacja                            | Chorwacja                            | Chorwacja                            | Czechy                               | Czechy                               | Niemcy                               |                                      | 6    | 19   |
| 1999 | ITR    | Dallara F394 | Opel       | -                                    | -                                    | 10                                   | 11                                   | -                                    | -                                    | 10                                   | 7                                    | -                                    | -                                    | -                                    | -                                    | -                                    | -                                    | -                                    |                                      | 6    | 19   |
| 2000 |        |              |            | Austria                              | Austria                              | Czechy                               | Czechy                               | Austria                              | Austria                              | Czechy                               | Czechy                               | Chorwacja                            | Chorwacja                            | Chorwacja                            | Chorwacja                            | Austria                              | Austria                              | Niemcy                               | Niemcy                               | 35   | 8    |
| 2000 | ITR    | Dallara F394 | Opel       | -                                    | -                                    | NU                                   | 5                                    | 8                                    | 8                                    | 5                                    | 7                                    | 8                                    | 12                                   | 8                                    | 8                                    | -                                    | -                                    | -                                    | -                                    | 35   | 8    |
| 2002 |        |              |            | Austria                              | Austria                              | Austria                              | Austria                              | Niemcy                               | Niemcy                               | Czechy                               | Czechy                               | Czechy                               | Czechy                               | Czechy                               | Czechy                               | Niemcy                               | Niemcy                               | Niemcy                               | Niemcy                               | 109  | 3    |
| 2002 | ITR    | Dallara F394 | Opel       | -                                    | -                                    | 3                                    | 5                                    | 4                                    | 4                                    | 2                                    | 3                                    | 3                                    | 3                                    | 4                                    | NU                                   | 5                                    | NW                                   | -                                    | -                                    | 109  | 3    |